# Cantone di Orbec
Il Cantone di Orbec era una divisione amministrativa dell'arrondissement di Lisieux.
A seguito della riforma approvata con decreto del 17 febbraio 2014, che ha avuto attuazione dopo le elezioni dipartimentali del 2015, è stato soppresso.

## Composizione
Comprendeva i comuni di:
- Cernay
- Cerqueux
- Familly
- Friardel
- Meulles
- Orbec
- Préaux-Saint-Sébastien
- Saint-Cyr-du-Ronceray
- Saint-Denis-de-Mailloc
- Saint-Julien-de-Mailloc
- Saint-Martin-de-Bienfaite-la-Cressonnière
- Saint-Martin-de-Mailloc
- Saint-Pierre-de-Mailloc
- Tordouet
- La Chapelle-Yvon
- Courtonne-les-Deux-Églises
- La Croupte
- La Folletière-Abenon
- La Vespière